# Пигалов, Александр Петрович
Алекса́ндр Петро́вич Пига́лов (30 августа 1936,  с. Салган, Горьковская область – 30 августа 2018, Казань) ― советский врач, педиатр, доктор медицинских наук (1989), профессор (1991), Заслуженный врач Российской Федерации (1995).

## Биография
Родился 30 августа 1936 года в селе Салган, Горьковская область, РСФСР.
В 1954 году поступил в Казанский государственный медицинский институт на санитарно-гигиенический факультет, но в связи с его расформированием  после второго курса был переведен на педиатрический факультет.
Получив диплом в 1961 году работал главным педиатром Куйбышевского района Татарской АССР. В 1964 году стал заместитель главного врача этого района. За время работы в Нижнекамске три раза избирался депутатом  городского совета народных депутатов и возглавлял комиссию по здравоохранению.
В 1968 году назначен главным педиатром города Нижнекамск и заместителем главного врача Нижнекамской центральной районной больницы. В 1975 году успешно защитил диссертацию на тему «Влияние производства синтетического изопренового каучука СКИ-3 на показатели неспецифической иммунологической реактивности беременных женщин и новорожденных детей».
В 1986 году начал преподавать деканом на педиатрическом факультета, в 1991 году избран профессором, в 1996 году стал заведующим кафедрой поликлинической педиатрии Казанского медицинского университета. В 1988 году на учёном совете  Института педиатрии АМН СССР защитил докторскую диссертацию на тему «Особенности роста и развития  детей, родившихся у женщин, работниц производства синтетических каучуков».
Написал более двадцати учебно-методических пособий и руководств по неонатологии, аллергологии, по изучению течения беременности, родов, по организации медико-социальной помощи детям-сиротам. С 1990 по 1996 год возглавлял специализированный совет по специальности «Педиатрия», состоял членом редакционного совета журнала «Педиатрия».
Награждён медалью «За доблестный труд в ознаменование 100-летия со дня рождения В.И. Ленина» (1970), значком «Отличнику здравоохранения» (1989). В 1995 году Александру Пигалову присвоено почётное звание «Заслуженный врач Российской Федерации».
Умер 30 августа 2018 года в Казани.

## Сочинения
- Оценка состояния здоровья детей. Казань, 1999.
- Организация медико-социальной помощи детям-сиротам и детям, оставшимся без попечения родителей, в домах ребенка. Казань, 2001.
- Оценка здоровья детей и подростков. Казань, 2006.
- Профилактическая противоэпидемическая работа на педиатрическом участке. Казань, 2006.